# Torre Empresarial Colseguros
La Torre Empresarial Colseguros (o Torre Colseguros) es un rascacielos de oficinas ubicado en la ciudad de Bogotá, la capital de Colombia. Fue diseñado en estilo racionalita, mide 140 metros de altura y tiene 32 pisos. Fue construido en 1997.  Es el 13° edificio más alto de la ciudad.

## Sitio
La torre se encuentra en el Parque Central Bavaria, muy cerca de la torre  Museo Parque Central. A su vez, es vecina de algunos de los rascacielos más altos de la ciudad, como las Torres Atrio o el edificio Centro de Comercio Internacional, que también se encuentran en el Centro Internacional de la ciudad.

## Galería

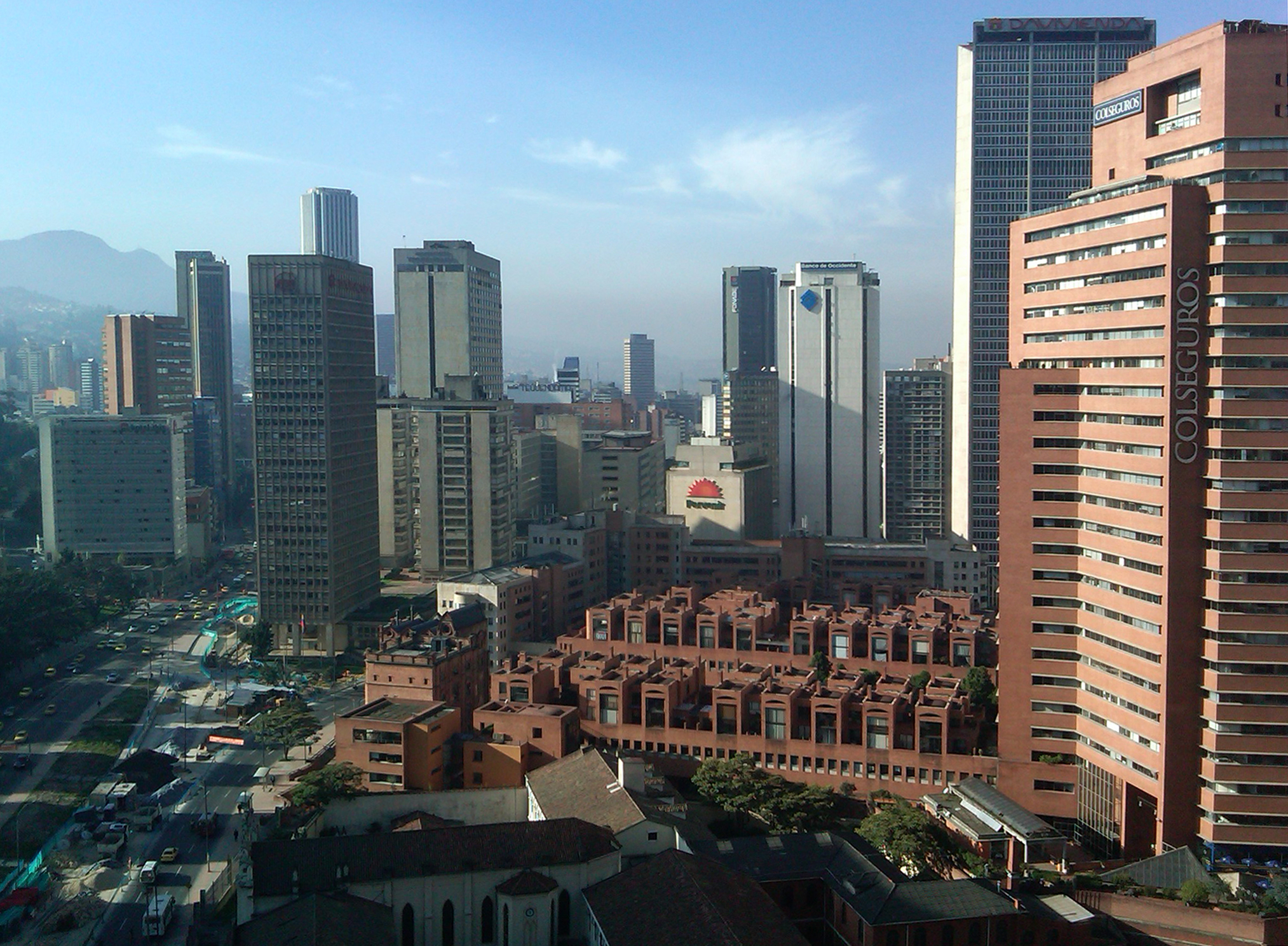
La torre desde el norte
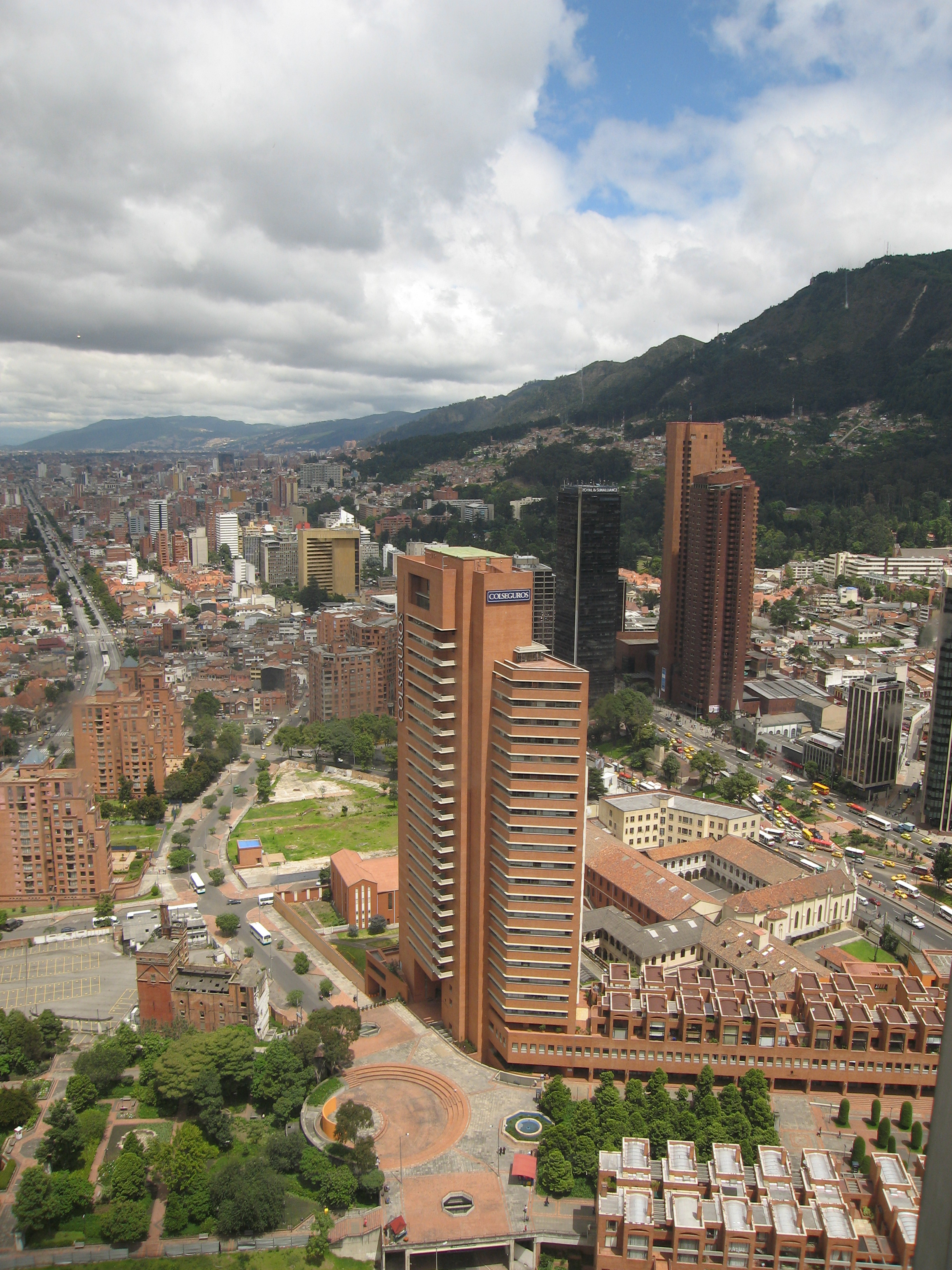
Vista en picada desde la Torre Colpatria
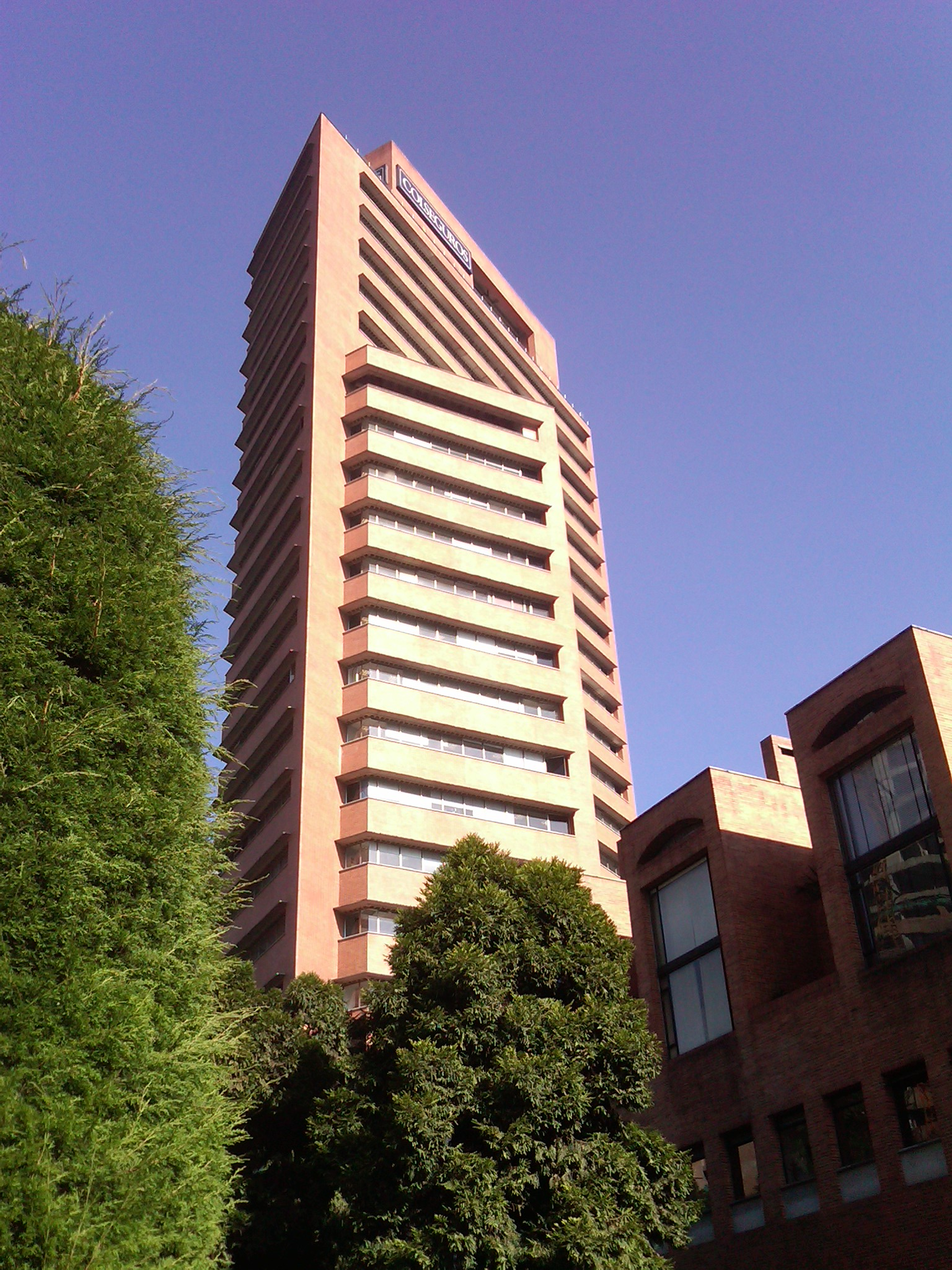
Costado oriental